# Cadre-47/2-Europameisterschaft 1971

Logo CEB (ausrichtender Verband)

Veranstaltungsort: Nizza

Die Cadre-47/2-Europameisterschaft 1971 war das 33. Turnier in dieser Disziplin des Karambolagebillards und fand vom 4. bis zum 7. März 1971 in Nizza an der Côte d’Azur statt. Es war die fünfte Cadre-47/2-Europameisterschaft in Frankreich.

## Geschichte
Titelverteidiger Dieter Müller musste kurzfristig seine Teilnahme an de EM absagen. Dadurch rückte der Franzose Jean Lafaille in das Teilnehmerfeld nach. Beherrscht wurde diese Meisterschaft von dem länger nicht mehr international qualifizierten Belgier Emile Wafflard. Mit 101,24 Generaldurchschnitt (GD) war er der erste Akteur der eine Meisterschaft mit über 100 GD gewann.  Er war bereits von 1958 bis 1960 dreimal in Folge Europameister in dieser Billarddisziplin. Bemerkenswert war auch der Auftritt des jungen Niederländers Jean Bessems, der den zweiten Platz belegte. Dritter wurde der Franzose Roland Dufetelle, der Wafflard mit 400:131 in zwei Aufnahmen die einzige Niederlage zufügte.

## Turniermodus
Hier wurde im Round Robin System bis 400 Punkte gespielt. Es wurde mit Nachstoß gespielt. Damit waren Unentschieden möglich.
Bei MP-Gleichstand wird in folgender Reihenfolge gewertet:
1. MP = Matchpunkte
2. GD = Generaldurchschnitt
3. HS = Höchstserie

## Abschlusstabelle
| MP    | Match Points (Sieger = 2; Unentschieden = 1; Verlierer = 0) |
| Pkte. | Erzielte Karambolagen                                       |
| Aufn. | Benötigte Versuche                                          |
| GD    | Generaldurchschnitt                                         |
| BED   | Bester Einzeldurchschnitt eines Spielers                    |
| HS    | Höchstserie                                                 |
|       | Bester GD des Turniers                                      |
|       | Bester ED des Turniers                                      |
|       | Beste HS des Turniers                                       |
|       | 1. Platz (Gold)                                             |
|       | 2. Platz (Silber)                                           |
|       | 3. Platz (Bronze)                                           |

| Platz                      | Name                 | MP   | Pkte. | Aufn. | GD     | BED    | HS  |
| -------------------------- | -------------------- | ---- | ----- | ----- | ------ | ------ | --- |
| 1                          | Emile Wafflard       | 12:2 | 2531  | 25    | 101,24 | 200,00 | 348 |
| 2                          | Jean Bessems         | 10:4 | 2494  | 49    | 50,89  | 66,66  | 249 |
| 3                          | Roland Dufetelle     | 8:6  | 2531  | 56    | 45,19  | 200,00 | 377 |
| 4                          | Robert Guyot         | 6:8  | 2078  | 82    | 25,34  | 50,00  | 179 |
| 5                          | Heinrich Weingartner | 6:8  | 1743  | 101   | 17,25  | 22,22  | 143 |
| 6                          | Siegfried Spielmann  | 5:9  | 2107  | 87    | 24,21  | 66,66  | 195 |
| 7                          | Jean Lafaille        | 5:9  | 1884  | 88    | 21,40  | 36,36  | 155 |
| 8                          | Alejandro Munoz      | 4:10 | 1604  | 78    | 20,56  | 40,00  | 232 |
| Turnierdurchschnitt: 29,98 |                      |      |       |       |        |        |     |